# Géza Varasdi
Géza Varasdi (* 6. Februar 1928 in Budapest; † vor oder am 4. Mai 2022 in Australien) war ein ungarischer Leichtathlet, der sich auf den 100-Meter-Lauf spezialisiert hatte und international vor allem als Staffelläufer erfolgreich war.

## Sportliche Laufbahn
Bei den Olympischen Spielen 1952 in Helsinki gewann die ungarische 4-mal-100-Meter-Staffel in der Aufstellung László Zarándi, Géza Varasdi, György Csányi und Béla Goldoványi die Bronzemedaille hinter der US-amerikanischen und der sowjetischen Mannschaft.
Bei den Leichtathletik-Europameisterschaften 1954 in Bern gelang Varasdi der Titelgewinn in der 4-mal-100-Meter-Staffel. Die ungarische Mannschaft stellte in der Olympiabesetzung von 1952 mit einer Zeit von 40,6 Sekunden einen Meisterschaftsrekord auf und verwies die britische und die sowjetische Staffel auf die Plätze. Dagegen verpasste Varasdi bei den Olympischen Spielen 1956 in Melbourne mit der Staffel den Finaleinzug.